# Disque dur hybride
Pour les articles homonymes, voir SSHD.
En informatique, un disque dur hybride (ou disque hybride ; en anglais, hybrid drive)  est un dispositif logique ou physique de stockage qui combine la technologie des Solid-state drives (SSD) avec la technologie des disques durs (HDD) dans le but d'ajouter un peu de la vitesse des solid-state drives à la capacité de stockage économique des disques durs traditionnels. Le but du solid-state drive dans un disque dur hybride est d'agir comme un cache pour les données stockées sur le disque dur, améliorant la performance globale en gardant des copies des données les plus fréquemment utilisées sur le solid-state drive.

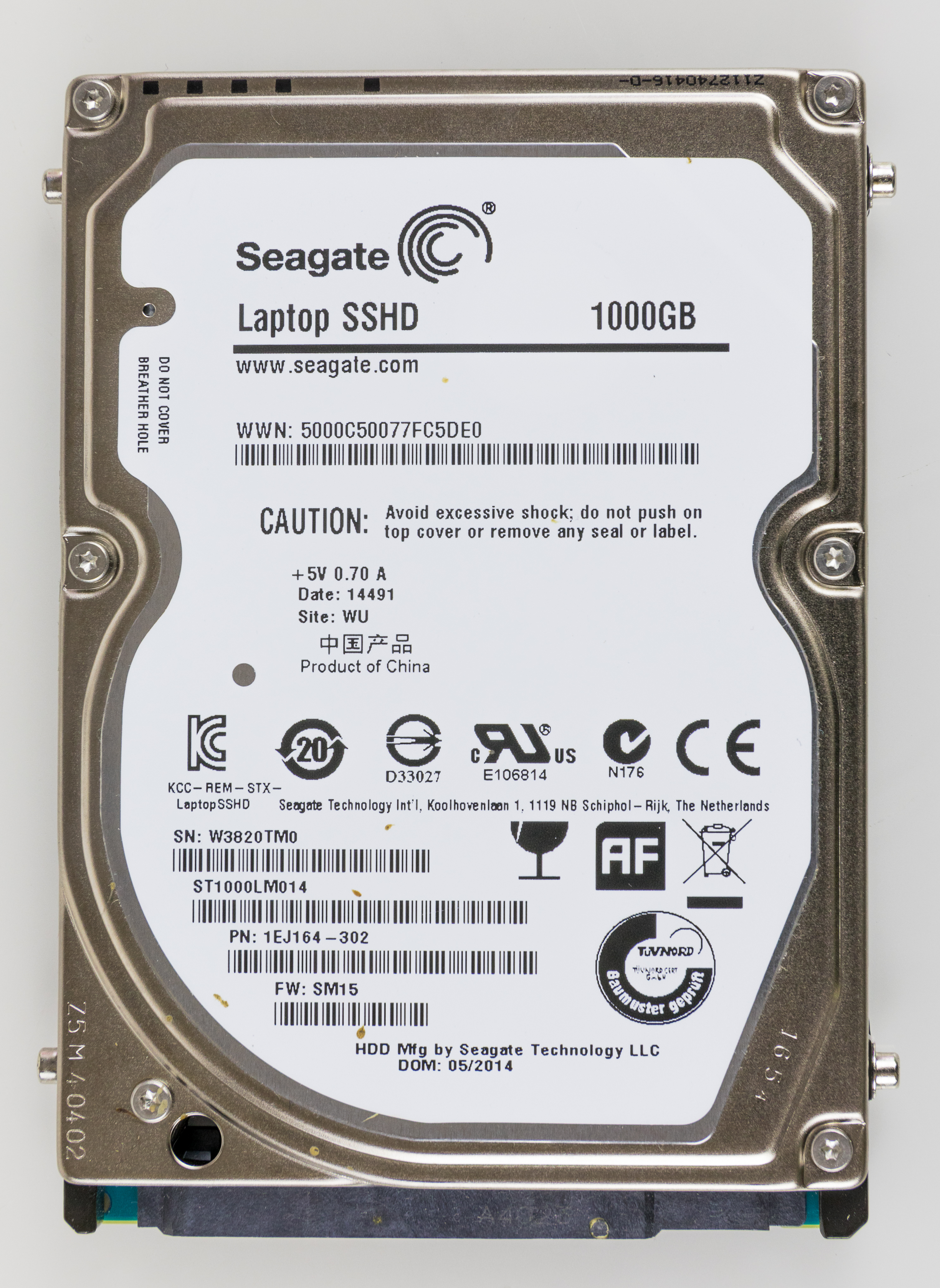
Disque dur hybride de la marque Seagate

## Types de technologies

Différences entre la technologie Dual Drive et la technologie SSHD

Deux technologies principales sont utilisées pour la mise en œuvre de disques durs hybrides : les systèmes hybrides à double disque et les systèmes hybrides électroniques. Dans les systèmes hybrides à double disque, des dispositifs solid-state drive et des disques durs séparés sont installés sur le même ordinateur, l'optimisation du placement de données étant effectuée manuellement par l'utilisateur ou automatiquement par le système d'exploitation à travers la simulation d'un seul disque logique. Dans les systèmes hybrides électroniques, les fonctionnalités solid-state drive et disque dur sont intégrées dans le même dispositif de stockage physique, en ajoutant de la mémoire flash à un disque dur ; les décisions de placement des données sont effectuées soit entièrement par l'appareil (mode auto-optimisée) ou par l'intermédiaire de conseils de placement fournis par le système d'exploitation (mode conseil de l'hôte).
Les périphériques de stockage de données hybrides sont principalement destinés aux ordinateurs portables. Ils permettent une meilleure autonomie et un temps de démarrage plus court. Les premiers modèles de disques durs hybrides sont sortis au premier trimestre 2007.
Un SSHD est reconnu par le système d'exploitation comme un seul et unique périphérique de stockage. C'est le logiciel intégré au disque qui choisit, après une période d'apprentissage, quels fichiers gagneraient à être stockés sur la mémoire Flash.

## Technique apparentée
- ReadyBoost

## Produits disponibles
Le disque dur de Western Digital : le  WD Black² n'est pas un SSHD car il est composé de deux disques distincts, un vrai SSD et un vrai HDD, reconnus séparément par le système.
Le marché des disques hybrides n'est pas très porteur[réf. nécessaire] mais Seagate, Toshiba et Western Digital ont chacun quelques modèles en 2,5 pouces et 3,5 pouces :